# بينما نعيش (فلم)
بينما نعيش (بالإنجليزية: While We Live) (بالسويدية: Medan vi lever)، هو فيلم دراما وكوميديا سويدي أخرجه وكتب نصه المُخرج البوركينابي داني كوياتي وأنتجه هذا الأخير بالاشتراك مع ماريا لارسون غوربيون وجولين سيري. يُعد هذا الفيلم أول فيلم سويدي يُخرجه داني كوياتي. الفيلم من بطولة طاقم تمثيل مُكون من كُل من جوزيت بوشيل مينغو وآذم كانياما وRichard Sseruwagi، إلى جانب ماريكا يندستروم وستين ليونغرين وفيليب ليثنر في أدوار ثانوية. صُورت جميع مشاهد الفيلم في مدينة مالمو السويدية.

## طاقم التمثيل
- جوزيت بوشيل مينغو في دور كانديا.
- آدم كانياما في دور إيبي.
- Richard Sseruwagi في دور سيكو.
- ماريكا يندستروم في دور إيلفا.
- Sten Ljunggren في دور أولوف.
- فيليب ليثنر في دور بيلي.
- آنا بلومبرغ في دور إيفا.
- Mårten Klingberg في دور المُنتج الموسيقي.
- Lamine Dieng في دور مودو.
- Kudzai Chimbaira في دور سكينة.
- سوزان فاطمة جو في دور عائشة.
- كريستوفر تيجان سميث في دور كريم.
- مرياما كولي في دور لالا.
- سانتو سوسو في دور إسماعيل.
- فيليكس داون توماس في دور فامورو.
- جانيت بادجان يونغ في دور مبالو.
- جاين أوينز في دور آوا.
- أوريليا بروم في دور فاتو.
- Karin Bertling في دور عجوز في الحافلة.
- توم آلسيل في دور مريض في المستشفى.
- بيل هاغ في دور زبون سيارة الأجرة.
- نينا ميلو في دور كانديا وهي شابة.
- كارولين بورغ في دور الجراحة.

## روابط خارجية
- مقالات تستعمل روابط فنية بلا صلة مع ويكي بيانات